# Март 2024 года

Список событий марта 2024 года.

## События
- 1 марта
  - Общество
    - На Борисовском кладбище Москвы прошли похороны Алексея Навального. Отпевание проходило в храме иконы Божьей Матери «Утоли моя печали» в Марьине. Проводить политика в последний путь пришли десятки тысяч человек[1].
    - Центр защиты прав человека «Мемориал» попал в список «иноагентов». В список также попали благотворительный фонд «Нужна помощь», публицист и учёный-историк Сергей Медведев, писательница Людмила Улицкая и режиссёр Илья Хржановский[2].

  - Спорт
    - В Глазго начался чемпионат мира по лёгкой атлетике в помещении 2024[3].

- 2 марта
  - Международные конфликты
    - Вторжение России на Украину: В результате российского удара беспилотником в Одессе частично разрушен 9-этажный жилой дом, известно как минимум о 10 погибших[4].
    - Участие хуситов в войне между Израилем и ХАМАС: США подтвердили затопление британского сухогруза Rubymar, атакованного 18 февраля баллистической ракетой хуситов[5][6].

  - Общество
    - Минюст внёс запрещённое в России «Международное общественное движение ЛГБТ» и его структурные подразделения в реестр экстремистских организаций на основании решения Верховного суда от 30 ноября 2023 года[7].

  - Спорт
    - Завершился первый Гран-при «Формулы-1» сезона 2024 года[8].
    - Леброн Джеймс стал первым баскетболистом в истории НБА, набравшим за карьеру 40 000 очков в регулярных сезонах[9].

- 3 марта
  - Вооружённые конфликты
    - В результате контртеррористической операции в ингушском Карабулаке погибло 6 человек. Российский Национальный антитеррористический комитет заявил, что это были боевики «Исламского государства»[10][11][12].

  - Происшествия и катастрофы
    - В результате проливных дождей в Пакистане погибло не менее 36 человек[13].

  - Политика и выборы
    - Председатель правоцентристской Пакистанской мусульманской лиги Шахбаз Шариф избран премьер-министром Пакистана. Ранее он занимал этот пост в 2022—2023 годах[14].

  - Спорт
    - В Глазго завершился чемпионат мира по лёгкой атлетике в помещении 2024[15].
    - В немецком Винтерберге завершился чемпионат мира по бобслею и скелетону 2024. Сборная Германии выиграла 15 из 21 медали, в том числе 6 из 7 золотых[16].

- 4 марта
  - Политика и выборы
    - Президентские выборы в США: Верховный суд единогласно признал за Трампом право баллотироваться в президенты, отменив решение суда штата Колорадо, которое запрещало ему баллотироваться на этот пост, суд постановил, что только конгресс может исключать граждан из списка кандидатов на выборах президента[17].

  - Общество
    - В Аргентине закрыто государственное информационное агентство Télam, основанное в 1945 году[18].

  - 43 страны потребовали от РФ провести независимое международное расследование смерти Алексея Навального[19].
- 5 марта
  - Международные конфликты
    - Вторжение России на Украину: Российский патрульный корабль «Сергей Котов» был атакован морскими дронам Magura V5 неподалеку от Керченского пролива, корабль получил тяжелые повреждения кормы, правого и левого бортов и вскоре затонул[20][21].

  - В Красном море были перерезаны 4 кабеля компаний SEACOM, TGN[англ.], AAE-1[англ.] и EIG[англ.] из 15, обеспечивающих работу глобального интернета и телекоммуникаций. Как пишет Sky News, повреждение касается 25 % трафика, проходящего через Красное море на линиях, передающих данные в Африку, Азию и на Ближний Восток. Компания Seacom, обслуживающая Джибути, заявила, что начальное тестирование указывает на то, что пострадавший сегмент находится в пределах морской юрисдикции Йемена в южной части Красного моря. Сама часть поврежденных кабелей проходит через территорию которая контролируются хуситами. Хуситы отрицают факт саботажа и повреждения кабелей со своей стороны. В то же время в прошлом месяце международно признанное правительство Йемена (которое контролирует другую часть страны) заявило, что хуситы планировали атаковать кабели[22].

- 6 марта
  - Политика и выборы
    - Праймериз Республиканской партии США: Никки Хейли объявила о выходе из президентской гонки, Дональд Трамп остался единственным кандидатом на пост президента от Республиканской партии[23].

  - Международные конфликты
    - Операция «Страж процветания»: хуситы атаковали ракетой балкер True Confidence, шедший в Аденском заливе под флагом Барбадоса, погибло 3 члена команды, 6 ранены. Судно покинуто[24].

- 7 марта
  - Беспилотник атаковал завод «Северсталь» в Череповце (Вологодская область)[25].
  - Швеция вступила в НАТО, став 32-м членом Альянса[26].

- 8 марта
  - Китайская нефтегазовая компания CNOOC Limited объявила об открытии нового нефтяного месторождения Кайпин Юг (Kaiping South oilfield) в 300 км от побережья провинции Гуандун на юге страны в Южно-Китайском море с запасами около 700 млн баррелей (100 млн т)[27].
  - Граждане Ирландии на референдуме[англ.] в Международный женский день отвергли поправки в конституцию, которыми предлагалось расширить определение семьи и убрать положение о домашних обязанностях матерей[28].
  - Происшествия и преступления
    - Бывший президент Гондураса Хуан Орландо Эрнандес судом Нью-Йорка признан виновным в участии в незаконном обороте наркотиков[29].

- 9 марта
  - 25-летняя Кристина Пышкова из Чехии завоевала титул «Мисс мира»[30].

- 10 марта
  - Искусство
    - В Лос-Анджелесе прошла 96-я церемония вручения кинопремии «Оскар»[31].

  - Политика и выборы
    - В Португалии прошли внеочередные выборы в Ассамблею Республики[32].

- 11 марта
  - Томоко Аканэ стала председателем Международного уголовного суда[33].
  - Федеральное управление гражданской авиации США выявило множественные нарушения в производственных процессах компании «Боинг»[34].

- 12 марта
  - Премьер-министр Гаити Ариэль Анри объявил о готовности уйти в отставку на фоне эскалации боевых действий вооружённых банд[англ.]*[35].
  - Вторжение России на Украину
    - Легион «Свобода России» заявил о вторжении на территорию Белгородской области. В результате атаки дронов значительные повреждения получил НПЗ «Лукойл-Нижегороднефтеоргсинтез»[36].

  - Происшествия и катастрофы
    - В Ивановской области упал военно-транспортный Ил-76 с 15 человек на борту, все погибли[37].

- 13 марта
  - Европейский парламент принял законы об искусственном интеллекте (AI Act) и о свободе СМИ (EMFA)[38][39].
  - Нижняя палата парламента США приняла законопроект, который может привести к запрету соцсети «ТикТок»[40].

- 14 марта
  - SpaceX провела третий экспериментальный запуск космического корабля Starship[41].
  - В Анголе около 50 человек погибли, после того как их заставили выпить зелье, чтобы доказать, что они не колдуны[42].
  - Берлинское техно включено в германский (национальный) список нематериального культурного наследия[43].
  - Телескоп «Джеймс Уэбб» нашёл молекулы этанола и других сложных органических соединений около двух молодых протозвёзд[44].

- 15 марта
  - В Одессе 21 человек погиб и 75 пострадали из-за очередного российского ракетного удара.
  - Война в Газе: БАПОР сообщило про острое недоедание среди детей в секторе Газа в Палестине[45].

- 16 марта
  - Более 30 человек пострадали при взрыве на фабрике в городе Ревари в Индии[46].
  - Во время украинского удара по Белгороду погибли два человека, по словам местного губернатора. Также сообщается о пожаре на нефтезаводе к югу от Москвы и отражении атаки украинских диверсантов на границе[47].
  - На Марсе обнаружена система из более миллиарда вторичных[англ.] кратеров[48].

- 17 марта
  - Происшествия и катастрофы
    - 21 человек погиб и 38 получили ранения в результате ДТП на юге Афганистана. Мотоцикл врезался в автобус, который затем врезался в бензовоз[49].

  - Политика и искусство
    - Президентские выборы в России: результат Владимира Путина объявлен на уровне 87 % голосов при явке в 77 %[50].

  - В третий, последний день голосования на президентских выборах в России оппозиция проводит акцию «Полдень против Путина»[51].

- 18 марта
  - Преступления
    - Бандитская война в Нигерии: более 80 человек похищены неизвестными в штате Кадуна в Нигерии после грабежа в деревне[52].

  - Общество
    - На востоке Кубы произошли выступления населения из-за отключений света[53].

- 19 марта
  - Власти Белгородской области приняли решение вывезти из Белгорода, Белгородского района, Шебекинского округа, Грайворонского района порядка 9 тыс. детей в другие регионы России[54].

- 20 марта
  - На золотоносном руднике «Пионер» в Зейском районе Амурской области, где 18 марта произошёл обвал, спасатели начали бурить скважину к предполагаемому месту нахождения горняков; пропавшими без вести числятся 13 шахтёров[55][56].
  - Подал в отставку президент Вьетнама Во Ван Тхыонг, его отставку связывают с кампанией по борьбе с коррупцией во Вьетнаме[57]
  - Подал в отставку премьер-министр Ирландии Лео Варадкар, он также ушёл с поста главы партии Фине Гэл[58]
  - Ограничен доступ в населённые пункты Белгородской области Безымено, Козинка, Глотово, Гора-Подол, Грайвороново, Новостроевка-Первая и Новостроевка-Вторая, расположенные недалеко от границы с Украиной[59]

- 21 марта
  - Преступления и происшествия
    - «Поволжский маньяк» приговорён к пожизненному лишению свободы за 31 убийство[60].

  - Спорт
    - 40-летняя Дианна Стеллато-Дудек, выступающая за Канаду в парном катании, стала самой возрастной чемпионкой мира по фигурному катанию в истории во всех дисциплинах, превзойдя достижение 101-летней давности, установленное 38-летней Людовикой Якобссон[61].

- 22 марта
  - Преступления и происшествия
    - Теракт в «Крокус Сити Холле» в Красногорске: 145 погибших и 551 раненый. Это крупнейший теракт в России за последние 20 лет[62]. 24 марта объявлено днём общенационального траура[63].

  - Международные конфликты
    - Вторжение России на Украину: Во время массированного ракетного удара по украинской энергосистеме была выведена из строя Днепровская ГЭС[64].

- 24 марта
  - Политика
    - Бассиру Диомай Фай, вышедший из тюрьмы 14 марта, победил на президентских выборах в Сенегале[65].

  - Спорт
    - В Монреале завершился чемпионат мира по фигурному катанию. Сборная США завоевала 2 золотые медали, сборные Японии и Канады — по одной[66].
    - Такэруфудзи Микия стал первым за последние 110 лет дебютантом в высшем дивизионе сумо, одержавшим победу в турнире[67].

- 25 марта
  - Совет безопасности ООН принял проект резолюции, призывающей к немедленному перемирию в Секторе Газа[68].
  - Президент и генеральный директор Boeing Дейв Калхун объявил, что подаёт в отставку, но будет исполнять обязанности до конца 2024 года; также в 2024 году сменятся председатель совета директоров и глава подразделения гражданского самолётостроения, причиной смены руководства стали проблемы с качеством и рекордные убытки[69].
  - Здравоохранение
    - В Пуэрто-Рико объявлена эпидемия лихорадки денге[70].

- 26 марта
  - Международные конфликты
    - Израильское вмешательство в сирийский конфликт: Армия обороны Израиля нанесла авиаудар в мухафазе Дайр-эз-Заур в Сирии, погиб офицер сил «Кудс» и 15 военных[71].

  - Политика
    - Президент Украины Владимир Зеленский уволил секретаря СНБО Алексея Данилова, на его место назначен Александр Литвиненко[72].
    - Специальная комиссия Сейма Литвы обвинила президента Гитанаса Науседу в нарушении присяги, а спецслужбы — в незаконном сборе информацию о кандидатах на президентских выборах под предлогом проверки их благонадёжности[73].

  - Происшествия и катастрофы
    - В порту Балтимора в результате столкновения с сингапурским контейнеровозом MV Dali произошло обрушение моста Фрэнсиса Скотта Ки, в воду упало несколько автомобилей, как минимум шесть человек пропали без вести (предположительно погибли)[74][75][76].

  - Спорт
    - Сборная Грузии по футболу впервые в истории вышла в финальную стадию чемпионата Европы, победив дома в серии пенальти команду Греции[77]. Двумя последними участниками Евро-2024 стали сборные Украины и Польши[78].
    - Артемий Панарин из «Нью-Йорк Рейнджерс» стал 8-м российским хоккеистом в истории НХЛ, набравшим 100 очков за сезон[79].

  - Международные отношения
    - Экс-замглавы Таможенной службы Кыргызстана Райымбек Матраимов экстрадирован из Баку в Бишкек[80].

- 27 марта
  - Общество
    - Палата представителей Таиланда приняла закон о легализации однополых браков. Ожидается одобрение закона сенатом и королём[81].

  - Преступления
    - Суд в Тунисе приговорил 4 человек к смертной казни и 2 человек к пожизненному заключению за убийство оппозиционного политика Шокри Белаида в феврале 2013 года[82].
- 28 марта
  - Международные отношения
    - Российско-северокорейские отношения: Россия в Совете Безопасности ООН наложила вето на представленную США резолюцию о продлении мандата специальной группы экспертов, следивших за исполнением санкций в отношении ядерной программы КНДР[83][84].

  - Бедствия и катастрофы
    - Автобус с паломниками из Ботсваны упал с моста в провинции Лимпопо в ЮАР, погибло 45 человек[85].

  - Преступления и происшествия
    - Федеральный суд Нью-Йорка приговорил основателя криптобиржи FTX Сэма Бэнкмана-Фрида к 25 годам лишения свободы[86].

  - Наука
    - Используя данные телескопа горизонта событий учёные синтезировали снимок поляризации электромагнитных полей у сверхмассивной чёрной дыры Стрелец A* в центре нашей галактики[87].